# 職業訓練法人
職業訓練法人（しょくぎょうくんれんほうじん）とは、職業能力開発促進法に定められた認定職業訓練を行うことを目的とする法人である。
根拠規定は職業能力開発促進法第4章であり、その第31条において社団と財団の2種類が認められている。設立には都道府県知事の認可を必要とする（職業能力開発促進法第35条）。

## 業務
職業訓練法人は、職業能力開発促進法により、その業務内容が定められている。
職業能力開発促進法
第三十三条 　職業訓練法人は、認定職業訓練を行うほか、次の業務の全部又は一部を行うことができる。
一 　職業訓練に関する情報及び資料の提供を行うこと。
二 　職業訓練に関する調査及び研究を行うこと。
三 　前二号に掲げるもののほか、職業訓練その他この法律の規定による職業能力の開発及び向上に関し必要な業務を行うこと。
なお、本文中の認定職業訓練とは、都道府県知事が、職業能力開発促進法第十九条に基づいた厚生労働省令で定める基準に適合するものである、と認定をした職業訓練である。（職業能力開発促進法第二十四条）

## 職業訓練法人の例
かつて存在していたものも含む。（参考1）
- 職業訓練法人一関職業訓練協会（一関高等職業訓練校運営）
- 職業訓練法人岩手県理容美容職業訓練協会（岩手県理容美容高等職業訓練校、岩手ヘアデザイナー学園運営）
- 職業訓練法人岩手中央職業訓練協会（岩手中央高等職業訓練校、盛岡地域職業訓練センター運営）
- 職業訓練法人江刺職業訓練協会（江刺高等職業訓練校運営）

- 職業訓練法人江刺職業訓練協会（江刺高等職業訓練校運営）

- 職業訓練法人釜石職業訓練協会（釜石高等職業訓練校運営）
- 職業訓練法人豊橋共同職業訓練協会
- 職業訓練法人北上情報処理学園（北上コンピュータアカデミー運営）
- 職業訓練法人久慈職業訓練協会（久慈高等職業訓練校運営）
- 職業訓練法人気仙職業訓練協会（気仙高等職業訓練校運営）
- 職業訓練法人遠野職業訓練協会（遠野高等職業訓練校運営）
- 職業訓練法人東磐職業訓練協会（東磐高等職業訓練校、両磐地域職業訓練センター運営）
- 職業訓練法人二戸職業訓練協会（二戸高等職業訓練校、二戸地域職業訓練センター運営）
- 職業訓練法人花巻職業訓練協会（花巻高等職業訓練校運営）
- 職業訓練法人水沢職業訓練協会（水沢高等職業訓練校、胆江地域職業訓練センター運営）
- 職業訓練法人宮古職業訓練協会（宮古高等職業訓練校、宮古職業訓練センター運営）
- 職業訓練法人陸前高田職業訓練協会（陸前高田高等職業訓練校運営）
- 職業訓練法人大崎地域職業訓練協会
- 職業訓練法人塩釜建設技能者訓練協会
- 職業訓練法人白石建設職組合訓練協会
- 職業訓練法人仙台都市圏職業訓練協会
- 職業訓練法人仙南地域職業訓練協会
- 職業訓練法人宮城県建築技能訓練協会
- 職業訓練法人宮城県仙台美容協会
- 職業訓練法人熊本市職業訓練センター（熊本職業訓練短期大学校運営）
- 職業訓練法人大垣地域職業訓練協会（大垣地域職業訓練センター運営）
- 職業訓練法人鶴岡産業能力開発学院（鶴岡地域職業訓練センター運営）
- 職業訓練法人野田地域職業訓練協会（さわやかワークのだ運営）
- 職業訓練法人テクノピラミッド運営機構（ちば仕事プラザ）
- 職業訓練法人キャリアバンク職業訓練協会
- 職業訓練法人都城地域職業訓練協会
- 職業訓練法人滋賀県電気工事技術協会
- 職業訓練法人鹿沼地域職業訓練センター運営協会
- 職業訓練法人久留米地区職業訓練協会（久留米コンピュータ・カレッジ運営）
- 職業訓練法人近畿建設技能研修協会
- 職業訓練法人香川県和裁職業訓練協会
- 職業訓練法人高知県塗装工業会
- 職業訓練法人国際総合技能育成協会
- 職業訓練法人新潟市職業訓練協会
- 職業訓練法人神奈川能力開発センター
- 職業訓練法人川内能力開発協会
- 職業訓練法人長岡市職業訓練協会
- 職業訓練法人唐津高等職業訓練校
- 職業訓練法人東広島地域職業能力開発協会（東広島地域職業訓練センター運営）
- 職業訓練法人東予情報処理技術振興財団
- 職業訓練法人日本技能教育開発センター
- 職業訓練法人福岡地区職業訓練協会
- 職業訓練法人北九州地区職業訓練協会
- 職業訓練法人アマダスクール
- 職業訓練法人いわき情報処理開発財団
- 職業訓練法人キャリア・アップ協会（旧・職業訓練法人福祉職業訓練協会）
- 職業訓練法人岡崎技術工学院
- 職業訓練法人岩内地域人材開発センター
- 職業訓練法人魚津建築協会
- 職業訓練法人桐生職業訓練協会（桐生地域職業訓練センター、桐生高等技能専門校運営）
- 職業訓練法人群馬県理容美容協会
- 職業訓練法人三条職業訓練協会
- 職業訓練法人山形工科アカデミー
- 職業訓練法人全国建設産業教育訓練協会（広域的職業訓練施設富士教育訓練センター運営）
- 職業訓練法人大田原地域職業訓練センター管理公社
- 職業訓練法人長井職業訓練協会
- 職業訓練法人東京都理美容技能協会
- 職業訓練法人東京土建技術研修センター
- 職業訓練法人南魚沼職業能力開発運営協会
- 職業訓練法人八代職業訓練運営会
- 職業訓練法人名古屋経営研究所
- 職業訓練法人長崎能力開発センター
- 職業訓練法人田辺広域圏職業訓練協会（田辺地域職業訓練センター運営）
- 職業訓練法人埼玉県畳高等職業訓練校
- 職業訓練法人全日本婚礼美容家協会
- 職業訓練法人大阪ヒューマンアカデミ
- 職業訓練法人東京服装学園
- 職業訓練法人中高職業訓練協会
- 職業訓練法人東京都菓子学園
- 職業訓練法人筑西職業訓練協会（筑西地域職業訓練センター運営）
- 職業訓練法人笠間地区建設高等職業訓練校